# White Noise (PVRIS)
White Noise è l'album di debutto del gruppo musicale statunitense PVRIS, pubblicato il 4 novembre 2014 dalla Rise/Velocity Records.

## Tracce
Testi e musiche di Lyndsey Gunnulfsen e Blake Harnage, eccetto dove indicato.
Versione standard
1. Smoke – 3:05
2. St. Patrick – 4:20
3. My House – 4:02
4. Holy – 4:55 (Gunnulfsen, Harnage, Kusterbeck)
5. White Noise – 4:22
6. Fire – 3:49 (Gunnulfsen, Harnage, Kusterbeck)
7. Eyelids – 5:07 (Gunnulfsen, Harnage, Kusterbeck)
8. Mirrors – 3:24
9. Ghosts – 3:40
10. Let Them In – 3:32

Versione deluxe
1. You and I – 4:30
2. Empty – 3:28
3. Smoke – 3:05
4. St. Patrick – 4:20
5. My House – 4:02
6. Holy – 4:55 (Gunnulfsen, Harnage, Kusterbeck)
7. White Noise – 4:22
8. Fire – 3:49 (Gunnulfsen, Harnage, Kusterbeck)
9. Eyelids – 5:07 (Gunnulfsen, Harnage, Kusterbeck)
10. Mirrors – 3:24
11. Ghosts – 3:40
12. Let Them In – 3:32
13. You and I (Stripped) – 4:54

## Formazione
PVRIS
- Lyndsey Gunnulfsen – voce, chitarra, tastiera, programmazione aggiuntiva
- Alex Babinski – chitarra
- Brian MacDonald – basso

Altri musicisti
- Blake Harnage – cori in  St. Patrick, White Noise e Let Them In; chitarra aggiuntiva, sintetizzatore, programmazione
- Sierra Kusterbeck – cori in Smoke, My House, Fire, Ghosts e Let Them In
- Christopher Kamrada – batteria

Produzione
- Blake Harnage – produzione, ingegneria acustica
- Jeff Juliano – mixaggio
- Chris Athens – mastering
- David Cook – assistente ingegneria acustica
- Maika Maile – ingegneria acustica delle percussioni
- Andrew Eliot – editing digitale aggiuntivo
- Chris Curran – editing digitale aggiuntivo

## Classifiche
| Classifica (2014)         | Posizione massima |
| ------------------------- | ----------------- |
| Regno Unito               | 199               |
| Regno Unito (independent) | 45                |
| Regno Unito (rock)        | 20                |
| Stati Uniti               | 88                |
| Stati Uniti (alternative) | 6                 |
| Stati Uniti (independent) | 10                |
| Stati Uniti (rock)        | 14                |